# Blang Ubit
Blang Ubit is een bestuurslaag in het regentschap Aceh Timur van de provincie Atjeh, Indonesië. Blang Ubit telt 253 inwoners (volkstelling 2010).